# アルセウオスミア科
アルセウオスミア科（アルセウオスミアか、学名: Alseuosmiaceae）は、オーストラリア、ニューカレドニア、ニュージーランドで見られるキク目の被子植物である。
アルセウオスミア科は、低木であり、葉は、茎に対し螺旋状あるいは渦巻き状に位置する。花は単独あるいは、総状花序束状に花をつける。いくつかの種は香りがよい花を咲かせる。花冠は、壷状あるいは漏斗状で、4 -7裂片である。雄しべは、4 - 7本あり、2つに裂片した1本の雌しべがある。 
果実は多肉質の漿果である。
アルセウオスミア科には、3属11種存在する。